# Good Old Days
Good Old Days ist ein Lied des US-amerikanischen Rappers Macklemore aus dem Jahr 2017, in Zusammenarbeit mit der US-amerikanischen Sängerin Kesha.

## Entstehung und Veröffentlichung
Geschrieben wurde das Lied von den beiden Interpreten Ben Haggerty (Macklemore) und Kesha Sebert, zusammen mit den Koautoren Andrew Joslyn, Joshua Karp und Sam Wishkoski. Für die Produktion zeichnete Joshua Karp verantwortlich.
Am 18. Januar 2017 postete Macklemore ein Foto von sich und Kesha auf Instagram, welches eine Zusammenarbeit beider Künstler andeutete. Anschließend erschien der Titel in der am 22. August 2017 veröffentlichten Titelliste seines Albums Gemini. Die Erstveröffentlichung von Good Old Days erfolgte schließlich als Single am 19. September 2017 bei Bendo Records. Diese erschien als digitaler Einzeltrack zum Download und Streaming. Drei Tage später erschien das Lied als Teil von Macklemores zweiten Studioalbum Gemini (Katalognummer: BND709632), dessen dritte Singleauskopplung es ist.

## Hintergrund
Macklemore sagte dem Rolling Stone über seine Zusammenarbeit mit Kesha: „Sie (Kesha) ist jemand bei dem ich, als ich den Raum betrat, sofort eine Verbindung spürte und wir freundeten uns ziemlich schnell an... Sie ist eine Musikerin, sie ist eine Songwriterin, sie ist jemand der nicht davor zurückschreckt neue Ideen im Studio auszuprobieren, sie hat keine Angst vor anderen Leuten verletzlich zu sein und hat keine Angst die hohen Noten anzustreben unwissend, ob sie diese auch erreichen kann. Sie ist eine Musikerin mit ganzer Seele, und sie ist ein sehr humorvoller Mensch.“ Zudem berichtete er, dass Ryan Lewis diese Kollaboration erst ermöglichte. Als er gefragt wurde, wie er denn an Kesha herangekommen sei, antwortete er: „Ryan hatte in Seattle eine Probe (orig. session) mit ihr. Sie war schon wieder hier. Sie waren fertig mit ihren Aufnahmen zu Praying und arbeiteten an ein paar anderen Aufnahmen, die es denke ich nicht auf ihr Album schafften. Sie hatte sich einen Tag frei genommen und ich traf Ryan und fragte ihn, 'Würde es dir etwas ausmachen, wenn ich mich mit Kesha treffe?' und er sagte, 'Natürlich nicht.'“ Kesha selbst sagte über diesen Song auf Twitter: „Mein neuer Song mit Macklemore erinnert mich an mein 16-jähriges Ich, das ihre wilden Träume verfolgt, unwissend, dass diese Momente einmal so kostbar sein würden.“

## Liveauftritte
Am 25. September 2017 führten Macklemore und Kesha Good Old Days in der The Ellen DeGeneres Show auf. Ihren zweiten Fernsehauftritt gaben die beiden gemeinsam bei den 2018 Billboard Music Awards am 20. Mai 2018.

## Rezensionen
Caitlin Kelley von Billboard beschrieb Good Old Days als „milden und doch eingängigen Song“. Mark Braboy von Vibe lobte Macklemore für dessen „selbstreflektierenden Rap“ und Kesha dafür dem Song mit ihrer „herzergreifenden Gesangseinlage“ das zu geben, was ihm noch fehlte. Madeline Roth von MTV News schrieb, dass „dieser nostalgische Song wie eine Zeitreise ist“. Alex Ungerman‍ von Entertainment Tonight fühlte Keshas Stimme, die „über die Klavierballade hinaus ragte, was dem Song irgendwie einen düsteren aber gleichzeitig ermutigenden Charakter gibt.“ Peter Berry von XXL schrieb, dass der Song „vom Klavier, der Sentimentalität und der zuckersüßen Stimme von Kesha angetrieben wird.“ Jon Powell von Respect hält den Song für „das beste Lied für persönliche Reflexion und Selbst-Liebe.“ Derrick Rossignol von Uproxx nannte den Song eine „vom Klavier geführte Pop-Ballade“ und empfand Keshas Stimme als „wunderschön und kraftvoll.“ Anya Crittenton, tätig bei Gay Star News, beschrieb den Song als „ein emotionales Musikstück“, welches „eine mit einfachem Klavier und viel Schlagzeug gespielte Melodie hat.“ Aron A. von HotNewHipHop schrieb: „Kesha schafft es den Bogen zwischen ihrer kraftvollen Stimme und der einfachen Klaviermelodie zu spannen.“ Lindsay Howard von Variance beschrieb den Song als einen „explizit nostalgischen Schnitt“.

## Kommerzieller Erfolg

### Chartplatzierungen
| ChartsChartplatzierungen       | Höchstplatzierung | Wochen |
| ------------------------------ | ----------------- | ------ |
| Deutschland (GfK)              | 50 (1 Wo.)        | 1      |
| Österreich (Ö3)                | 24 (6 Wo.)        | 6      |
| Schweiz (IFPI)                 | 24 (10 Wo.)       | 10     |
| Vereinigte Staaten (Billboard) | 48 (20 Wo.)       | 20     |
| Vereinigtes Königreich (OCC)   | 79 (9 Wo.)        | 9      |

### Auszeichnungen für Musikverkäufe
| Land/Region                  | Auszeichnungen für Musikverkäufe (Land/Region, Auszeichnung, Verkäufe) | Verkäufe  |
| ---------------------------- | ---------------------------------------------------------------------- | --------- |
| Australien (ARIA)            | 4× Platin                                                              | 280.000   |
| Frankreich (SNEP)            | Gold                                                                   | 100.000   |
| Italien (FIMI)               | Gold                                                                   | 25.000    |
| Kanada (MC)                  | Platin                                                                 | 80.000    |
| Neuseeland (RMNZ)            | 3× Platin                                                              | 90.000    |
| Niederlande (NVPI)           | Gold                                                                   | 40.000    |
| Vereinigte Staaten (RIAA)    | 3× Platin                                                              | 3.000.000 |
| Vereinigtes Königreich (BPI) | Silber                                                                 | 200.000   |
| Insgesamt                    | 1× Silber · 3× Gold · 11× Platin ·                                     | 3.815.000 |

Hauptartikel: Macklemore/Auszeichnungen für Musikverkäufe